# Jugador Ofensivo del Año de la NFL
El Premio al Jugador Ofensivo del Año de la NFL es entregado por Associated Press al jugador ofensivo más destacado al final de cada temporada de la NFL desde 1972. Han sido varios jugadores que han ganado este premio en más de una ocasión: Earl Campbell y Marshall Faulk con tres ocasiones cada uno; Jerry Rice, Barry Sanders, Terrell Davis, Tom Brady, Drew Brees y Peyton Manning con dos premios cada uno. 

## Ganadores

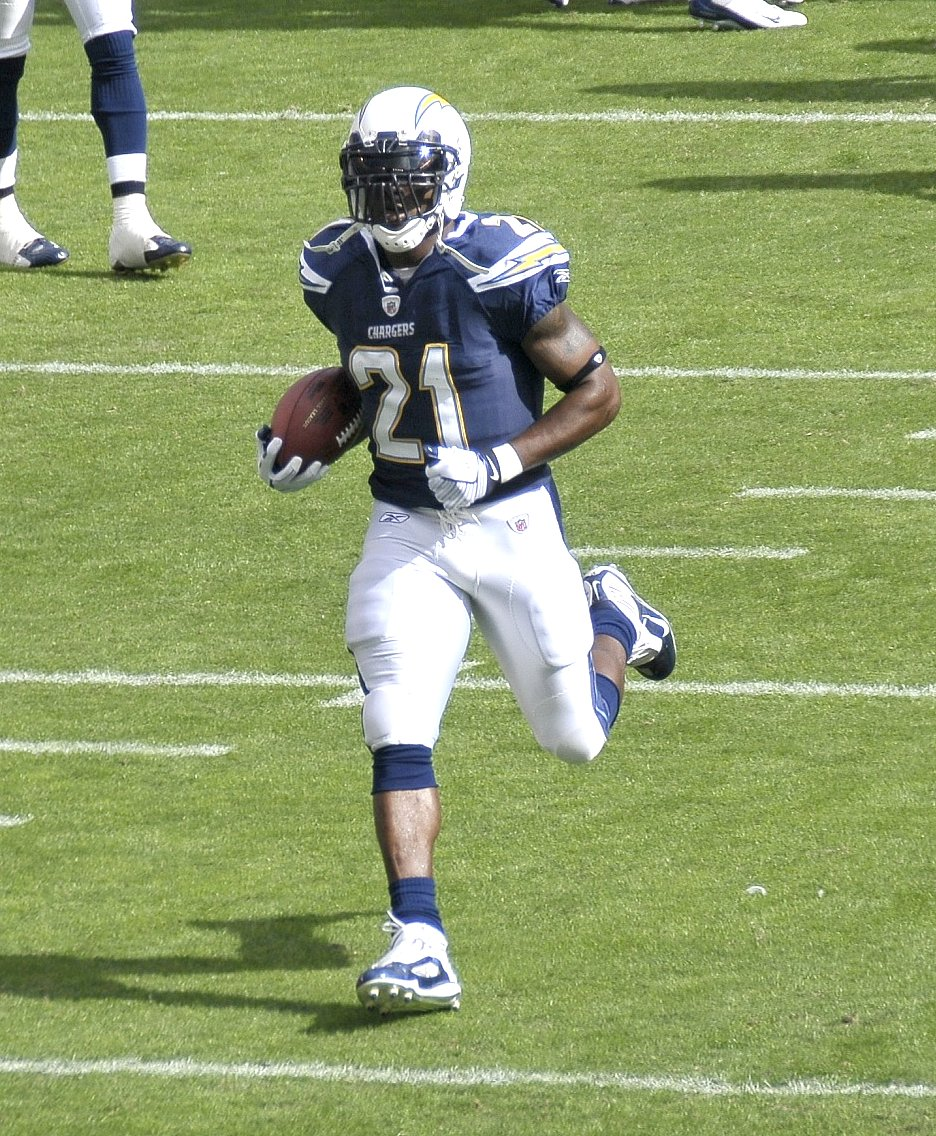
LaDainian Tomlinson ganó el premio en 2006.

Drew Brees ha ganado el premio en dos ocasiones.

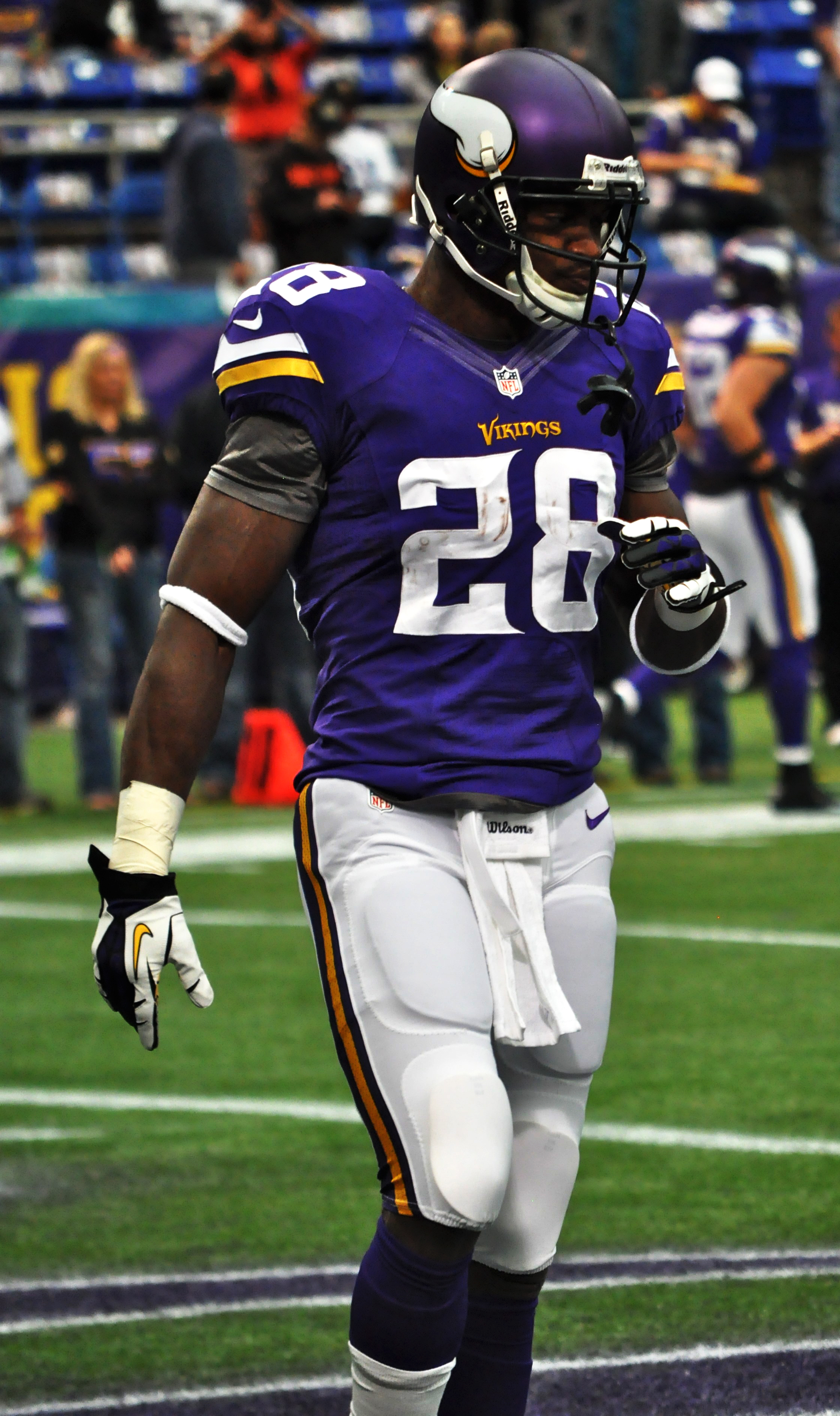
Adrian Peterson ganó el premio en 2012.

|             | Jugador en activo en la NFL                                                  |
|             | Elegido en el Salón de la Fama del Fútbol Americano Profesional              |
| Jugador (#) | Indica la cantidad de veces que el jugador ha sido galardonado con el premio |

| 1972 | Larry Brown         | Washington Redskins  | Running back  |
| 1973 | O. J. Simpson       | Buffalo Bills        | Running back  |
| 1974 | Ken Stabler         | Oakland Raiders      | Quarterback   |
| 1975 | Fran Tarkenton      | Minnesota Vikings    | Quarterback   |
| 1976 | Bert Jones          | Baltimore Colts      | Quarterback   |
| 1977 | Walter Payton       | Chicago Bears        | Running back  |
| 1978 | Earl Campbell       | Houston Oilers       | Running back  |
| 1979 | Earl Campbell (2)   | Houston Oilers       | Running back  |
| 1980 | Earl Campbell (3)   | Houston Oilers       | Running back  |
| 1981 | Ken Anderson        | Cincinnati Bengals   | Quarterback   |
| 1982 | Dan Fouts           | San Diego Chargers   | Quarterback   |
| 1983 | Joe Theismann       | Washington Redskins  | Quarterback   |
| 1984 | Dan Marino          | Miami Dolphins       | Quarterback   |
| 1985 | Marcus Allen        | Los Angeles Raiders  | Running back  |
| 1986 | Eric Dickerson      | Los Angeles Rams     | Running back  |
| 1987 | Jerry Rice          | San Francisco 49ers  | Wide receiver |
| 1988 | Roger Craig         | San Francisco 49ers  | Running back  |
| 1989 | Joe Montana         | San Francisco 49ers  | Quarterback   |
| 1990 | Warren Moon         | Houston Oilers       | Quarterback   |
| 1991 | Thurman Thomas      | Buffalo Bills        | Running back  |
| 1992 | Steve Young         | San Francisco 49ers  | Quarterback   |
| 1993 | Jerry Rice (2)      | San Francisco 49ers  | Wide receiver |
| 1994 | Barry Sanders       | Detroit Lions        | Running back  |
| 1995 | Brett Favre         | Green Bay Packers    | Quarterback   |
| 1996 | Terrell Davis       | Denver Broncos       | Running back  |
| 1997 | Barry Sanders (2)   | Detroit Lions        | Running back  |
| 1998 | Terrell Davis (2)   | Denver Broncos       | Running back  |
| 1999 | Marshall Faulk      | St. Louis Rams       | Running back  |
| 2000 | Marshall Faulk (2)  | St. Louis Rams       | Running back  |
| 2001 | Marshall Faulk (3)  | St. Louis Rams       | Running back  |
| 2002 | Priest Holmes       | Kansas City Chiefs   | Running back  |
| 2003 | Jamal Lewis         | Baltimore Ravens     | Running back  |
| 2004 | Peyton Manning      | Indianapolis Colts   | Quarterback   |
| 2005 | Shaun Alexander     | Seattle Seahawks     | Running back  |
| 2006 | LaDainian Tomlinson | San Diego Chargers   | Running back  |
| 2007 | Tom Brady           | New England Patriots | Quarterback   |
| 2008 | Drew Brees          | New Orleans Saints   | Quarterback   |
| 2009 | Chris Johnson       | Tennessee Titans     | Running back  |
| 2010 | Tom Brady (2)       | New England Patriots | Quarterback   |
| 2011 | Drew Brees (2)      | New Orleans Saints   | Quarterback   |
| 2012 | Adrian Peterson     | Minnesota Vikings    | Running back  |
| 2013 | Peyton Manning (2)  | Denver Broncos       | Quarterback   |
| 2014 | DeMarco Murray      | Dallas Cowboys       | Running back  |
| 2015 | Cam Newton          | Carolina Panthers    | Quarterback   |
| 2016 | Matt Ryan           | Atlanta Falcons      | Quarterback   |
| 2017 | Todd Gurley         | Los Angeles Rams     | Running back  |
| 2018 | Patrick Mahomes     | Kansas City Chiefs   | Quarterback   |
| 2019 | Michael Thomas      | New Orleans Saints   | Wide receiver |
| 2020 | Derrick Henry       | Tennessee Titans     | Running back  |